# Daru Salam (ort i Central River)
Daru Salam är en ort i Gambia. Den ligger i regionen Central River, i den centrala delen av landet, 130 km öster om huvudstaden Banjul. Antalet invånare var 227 vid folkräkningen 2013.